# Mitsubishi Xforce
Mitsubishi Xforce (також подається як XFORCE) — субкомпактний кросовер (B-сегмент), що випускається компанією Mitsubishi Motors з 2023 року.
Xforce вперше був показаний як концепт-кар під назвою XFC Concept, який вперше був показаний 19 жовтня в Хошиміні, а потім на автосалоні у В'єтнамі 26 жовтня 2022.  Серійну версію було представлено на 30-му міжнародному автосалоні Gaikindo Indonesia 10 серпня 2023 року.  На деяких ринках Xforce продається як Mitsubishi Outlander Sport.

## Огляд

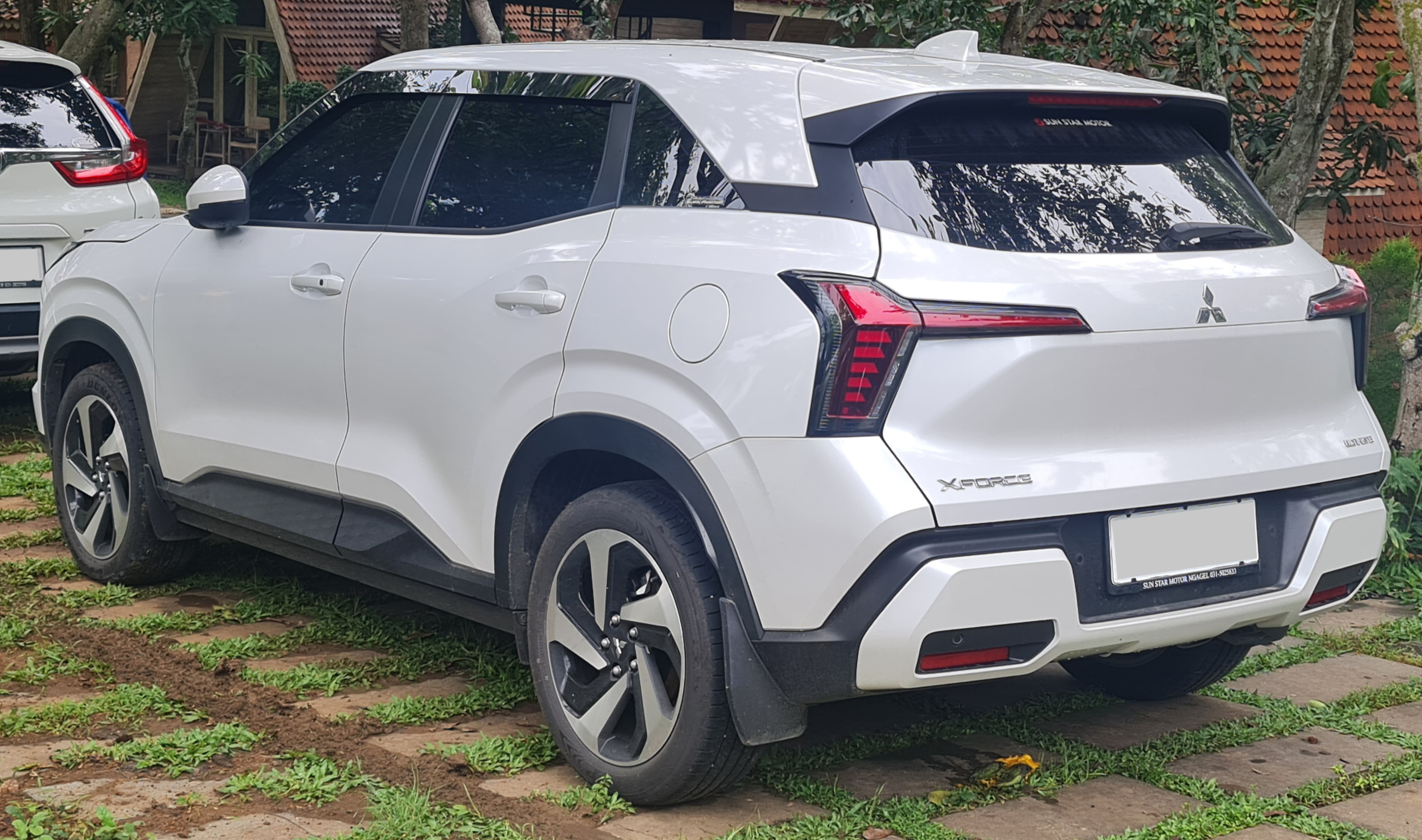
вид ззаду

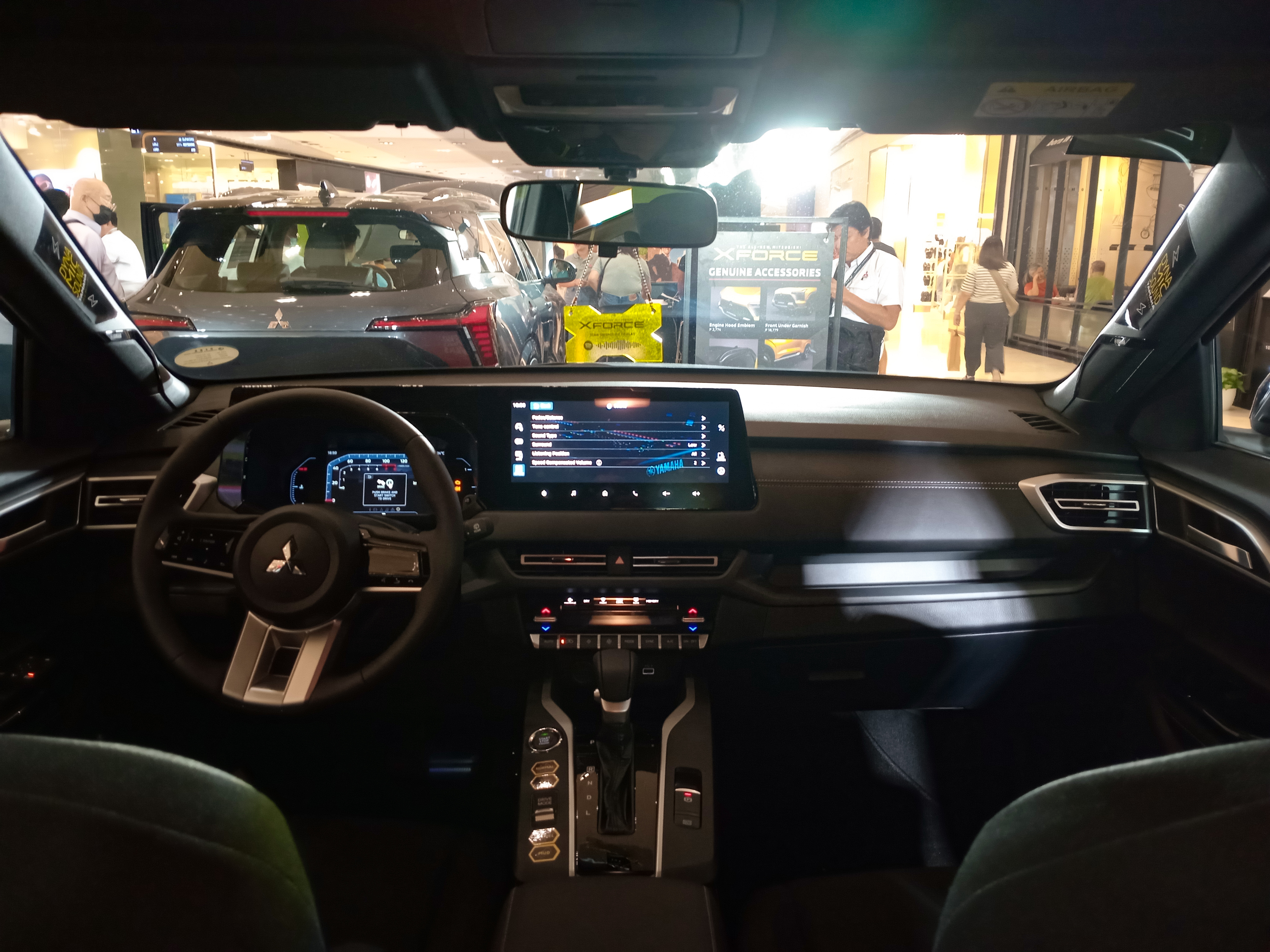
інтер'єр

Модель використовує оновлену мову дизайну Mitsubishi Motors спереду, будучи останньою еволюцією теми «Dynamic Shield».
Побудований на тій самій платформі, що й Xpander MPV, Xforce спеціально налаштований, щоб запропонувати підвищений комфорт їзди дорогами АСЕАН, використовуючи більшу колісну колію та швидше передавальне число OA у передній підвісці разом із задніми амортизаторами більшого діаметру. Активний контроль повороту (AYC) є стандартним.
Xforce пропонує чотири режими водіння залежно від варіанту: звичайний, мокрий, гравій і бруд. Режим «Вологий» вперше є в моделях Mitsubishi Motors.
За словами Такао Като, президента та генерального директора Mitsubishi Motors, компанія працює над електрифікованим варіантом позашляховика в майбутньому, який може бути запущений у регіонах за межами АСЕАН.

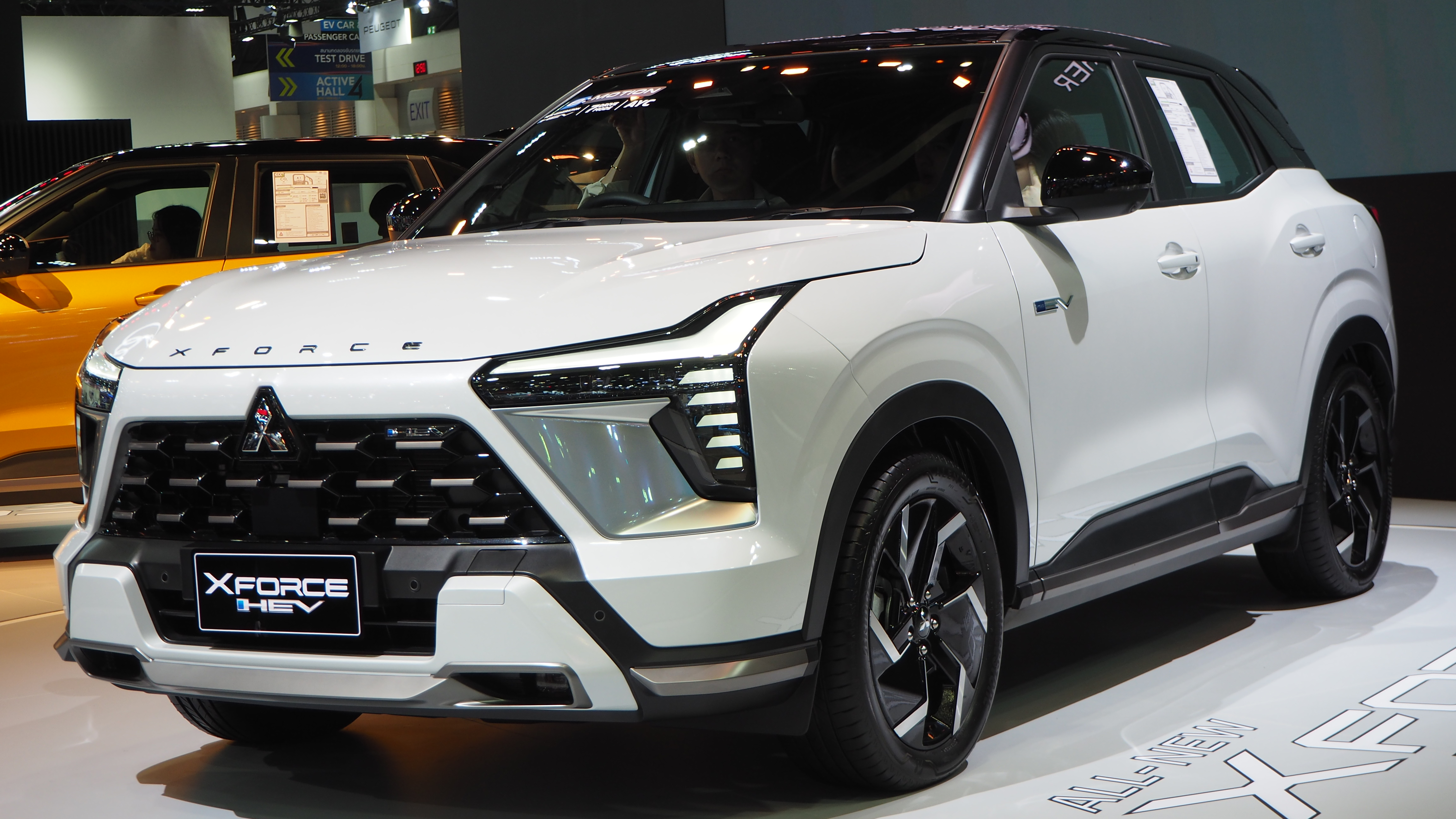
Xforce HEV
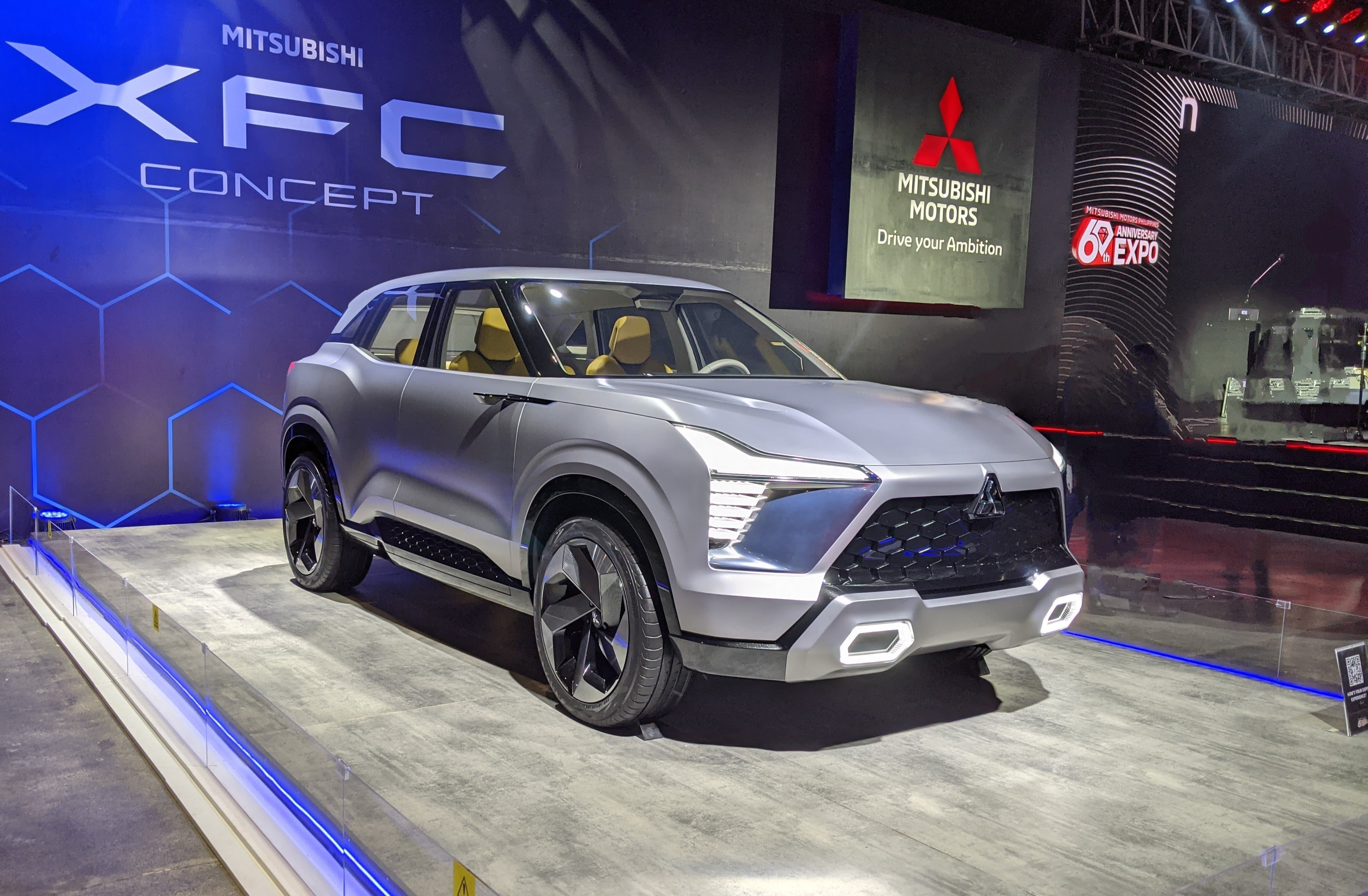
Mitsubishi XFC Concept, який представляв попереднє бачення Xforce

## Двигуни
| Код шасі / тип    | Модель | Двигун                                                          | Коробка перемикання передач | потужність                                                                           | Крутний момент                                                              |
| ----------------- | ------ | --------------------------------------------------------------- | --------------------------- | ------------------------------------------------------------------------------------ | --------------------------------------------------------------------------- |
| GR1W бензиновий   | 1.5    | 1499 см³ 4A91 DOHC 16-клапанний чотирицилиндровий MIVEC         | вариатор CVT                | 77 кВт (105 к.с)                                                                     | 141 Н⋅м при 4000 об/хв                                                      |
| бензиновий гібрид | 1.6    | 1,590 см³ 4A92 DOHC 16-клапанний рядний чотирициліндровий MIVEC | вариатор CVT                | двигун: 79 кВт (106 к. с.; 107 PS) при 6,000 об/хв мотор: 85 кВт (114 к. с.; 116 PS) | двигун: 134 Н⋅м (99 фунт⋅фут) при 4,500 об/хв мотор: 255 Н⋅м (188 фунт⋅фут) |

## Нагороди
Xforce отримав нагороду «Good Design Award 2023» від Японського інституту промоції дизайну та золоту нагороду в категорії «Найкращий транспортний дизайн» від VMARK Vietnam Design Award 2023.

## Продажі
| Рік  | Індонезія | В'єтнам |
| ---- | --------- | ------- |
| 2023 | 2,723     |         |
| 2024 | 6,517     | 14,407  |